# Bonnie & Clyde
Bonnie & Clyde és un musical amb música de Frank Wildhorn, lletres de Don Black i llibret d'Ivan Menchell. Va estrenar-se a La Jolla, Califòrnia al novembre del 2009. El musical se centra en la història de Bonnie Parker i Clyde Barrow, els amants fora de la llei la vida dels quals ha esdevingut coneguda des que assoliren l'estatus d'herois populars durant la Gran Depressió. Wildhorn va descriure la música com a "una banda sonora no tradicional, combinant rockabilly, blues i música gospel." S'estrenà a Broadway l'1 de desembre del 2011, i malgrat una recepció positiva del públic, no aconseguí impressionar la crítica ni aconseguir unes vendes d'entrades acceptables, tancant després de quatre setmanes. Va ser nominat per tres Premis Outer Critics Circle i per a 5 premis Drama Desk, en ambdós casos incloent el de Millor Musical Nou, a més de dues nominacions pels Premis Tony 2012.

## Rerefons
Prèviament, Black i Wildhorn havien col·laborat a Dracula, the Musical, també estrenat a La Jolla. Wildhorn es posà en contacte amb Black sobre la possibilitat d'escriure una sèrie de cançons basades en la història de Bonnie i Clyde. Van publicar una demostració de cançons (cinc de les quals encara estan al musical) per a Atlantic Records, amb Michael Lanning i Linda Eder als papers principals. La música tenia elements de country, blues i pop de Broadway. Al febrer de 2009, es va fer una lectura al Roundabout Theatre Company, protagonitzada per Laura Osnes com Bonnie i Stark Sands com Clyde.

## Produccions
Les tres produccions als Estats Units van ser sota la direcció de Jeff Calhoun.
La Jolla (2009)
El musical va estrenar-se al La Jolla Playhouse de La Jolla, Califòrnia, començant les prèvies el 10 de novembre de 2009. L'estrena va tenir lloc el 22 de novembre. L'estada s'estengué fins al 20 de desembre, després de 15 prèvies i 33 funcions. Calhoun també va ser el coreògraf, amb John McDaniel com a director musical i orquestrador. Va ser protagonitzada per Osnes i Sands, amb Melissa van der Schyff com Blanche i Claybourne Elder com Buck. Va guanyar 5 Premis del Cercle de Crítics de Teatre de San Diego del 2009.
Sarasota (2010)
La següent producció començà les prèvies el 12 de novembre del 2010 al Asolo Repertory Theatre de Sarasota, Florida, abans d'estrenar-se el 19 de novembre. Es representà en 8 prèvies i 36 funcions fins al 19 de desembre, amb Jeremy Jordan com Clyde.
Tokio (2011-)
El 2011 s'estrenà una producció a Tòquio en japonès, encara en funcionament. És protagonitzada per Megumi Hamada com Bonnie i Mario Tashiro com Clyde.
Broadway (2011)
L'èxit de la producció de Florida portà l'estrena a Broadway. Les prèvies començaren el 4 de novembre del 2011 al Gerald Schoenfeld Theatre, estrenant-se oficialment l'1 de desembre. Osnes i Jordan Van tornar a interpretar els seus papers. Va tenir un boca-orella positiu, però les vendes d'entrades eren lentes, i els productors anunciaren el 16 de desembre que el show tancaria el proper dia 30. Inicialment previst com una producció amb un final obert, només es realitzaren 36 funcions. El 2 de gener del 2012, el director Calhoun va dir que mai "no havia tancat un show mentre que encara s'estava interpretant al públic com un èxit."

## Argument
I Acte
("Prologue"). A l'oest de Texas de l'època de la Gran Depressió, Bonnie és una cambrera de 23 ans que somia en una vida com la de les pel·lícules ("Picture Show"). Clyde Barrow, que tot just acaba de sortir de la presó amb el seu germà Buck, descobreix a Bonnie al costat de la carretera i s'estableix una connexió entre els dos somiadors mentre que ell li repara el vehicle a canvi d'un ascens a Dallas ("This World Will Remember Me"). Mentrestant, Blanche Barrow exigeix el seu marit, Buck, que doni un cop de cap i es posés bé amb el Senyor i la llei ("You're Goin Back to Jail").
Bonnie acaba passant tot el dia, i diversos més després, amb Clyde. Li parla sobre els seus grans plans: ser una actriu, poeta i cantant. Clyde la convenç perquè li canti una cançó ("How 'Bout a Dance?") i li assegura que junts aconseguiran els seus somnis: el d'ell, una vida sense haver-se de preocupar pels diners, el d'ella, la fama.
Els dos van a visitar a Buck. Clyde està molt content de veure el seu germà de nou i parlen de marxar de Dallas amb el darrer Ford, del que es diu que pot córrer a 60 milles per hora ("When I Drive"). Malgrat això, quan Clyde escolta el pla de Buck de canviar i completar la seva sentència, s'oposa fortament a la idea i marxa enfadat.
Malgrat tot, Clyde és detingut per Ted i les altres autoritats ("You Can Do Better Than Him"), mentre que Buck es converteix ("God's Arms Are Always Open"). Bonnie professa el seu amor cap a Clyde ("You Love Who You Love"), mentre que Blanche ho fa cap a Buck. Buck és alliberat poc després, mentre que Clyde rep una sentència de presó molt més dura, i ha de fer front a un temps difícil de continuats assalts físics i sexuals mentre que està a la presó. Al capdamunt del seu abús, Clyde agafa una arma feta per ell i realitza el seu primer assassinat ("Raise a Little Hell"). Convenç a Bonnie perquè entri una arma a la seva cel·la, i Clyde de nou fuig de la presó, aquesta vegada matant un vigilant ("This World Will Remember Us").
II Acte
Bonnie i Clyde comencen una vida de crim, robant a botigues i viatjant per tot arreu per evitar ser capturats ("Made in America"). Durant un robatori a una botiga de comestibles que va malament, Clyde dispara a un adjunt que, segons les seves paraules, "intentava ser un heroi". Quan s'assabenta que Clyde ha passat de robar a assassinar, una Bonnie frenètica vol sortir ("Too Late to Turn Back Now"), però s'adona que ella també ha anat massa lluny per tornar. En part a causa del tiroteig a la botiga, Bonnie & Clyde assoleixen un estatus d'herois populars pel país, amb policies a la cacera per tots els estats del sud. Clyde escriu ocasionalment cartes a Buck i Blanche, on els explica les aventures i oportunitats que han fet a la carretera. Buck comença a veure que hi ha més per a ells del que poden trobar a la seva situació actual, i intenta sense èxit convèncer a Blanche de que haurien d'unir-se a Bonnie i Clyde ("That's What You Call a Dream").
La infame parella, mentrestant, continuen la seva orgia de robatoris, cada vegada amb més sang a les seves persecucions ("What Was Good Enough for You") i passant de robar botigues a bancs. Enmig d'un robatori sense èxit a un banc, Clyde rep un tret a l'espatlla. En sentir que el seu germà està ferit, Buck marxa de casa, abandonant també la seva dona, que es debat entre l'amor que sent pel seu marit i el que ella creu que està bé: ajudar a Clyde. Mentrestant, Clyde y Bonnie comparteixen un moment tendre ("Bonnie") abans de ser interromputs per Bonnie a la porta. Amb ell està una Blanche que dubta; ha guanyat l'amor pel seu marit. Dies després, Bonnie i Blanche esperen nerviosament el retorn de Clyde i Buck d'un robatori, mentre que Blanche es pregunta com Bonnie pot viure tranquil·lament la vida que porta. Bonnie li respon que ella i Clyde són els únics que viuen veritablement la vida al màxim ("Dyin' Ain't So Bad"). Buck y Clyde tornen, amb les seves parelles respectives, eufòriques de veure'ls, però la celebració és curta car s'assabenten que han estat seguits per les autoritats fins a l'amagatall. Segueix un tiroteig, en el que Buck resulta mortalment ferit, Clyde s'emporta de pressa la Bonnie mentre que una Blanche amb el cor trencat es queda amb Buck fins al darrer alè i és detinguda ("God's Arms Are Always Open (reprise)").
Al bosc al camí de tornada a Dallas, Clyde es pregunta com el podrà mirar la seva família després del que li ha fet a Buck ("Picture Show (reprise)"). Bonnie li assegura que no ha estat culpa seva, però ambdós s'adonen que ja estan arribant al final del seu fatídic viatge ("Dyin' Ain't So Bad (reprise)" / "How 'Bout a Dance? (reprise)"). El 23 de maig de 1934, en una carretera rural de Louisiana, Bonnie i Clyde són emboscats i morts per la policia mentre que es dirigien a veure els seus pares.

## Números musicals
| I Acte - "Prologue" - "Picture Show" - Bonnie jove, Clyde jove, Bonnie, Clyde - "This World Will Remember Me" – Clyde, Bonnie - "You're Goin' Back to Jail" – Blanche, Buck, Dones del Salon - "How 'Bout a Dance?" – Bonnie - "When I Drive" – Clyde, Buck - "God's Arms Are Always Open" – Predicador, Blanche, Congregació - "You Can Do Better Than Him" – Ted, Clyde - "You Love Who You Love" – Bonnie, Blanche - "Raise a Little Hell" – Clyde - "This World Will Remember Us" – Clyde, Bonnie | II Acte - "Made in America" – Predicador, Conjunt - "Too Late to Turn Back Now" – Clyde, Bonnie - "That's What You Call a Dream" – Blanche - "What Was Good Enough For You" – Clyde, Bonnie - "Bonnie" – Clyde - "Raise a Little Hell (reprise)" – Clyde, Buck, Ted - "Dyin' Ain't So Bad" – Bonnie - "God's Arms Are Always Open (reprise)" – Blanche, Predicador - "Picture Show (reprise)" – Bonnie jove, Clyde jove - "Dyin' Ain't So Bad (reprise)" – Clyde, Bonnie - "How 'Bout a Dance? (reprise)" – Bonnie |

## Repartiments principals
| Paper          | La Jolla Playhouse     | Asolo Repertory Theatre | Broadway               |
| -------------- | ---------------------- | ----------------------- | ---------------------- |
| Bonnie Parker  | Laura Osnes            | Laura Osnes             | Laura Osnes            |
| Clyde Barrow   | Stark Sands            | Jeremy Jordan           | Jeremy Jordan          |
| Blanche Barrow | Melissa van der Schyff | Melissa van der Schyff  | Melissa van der Schyff |
| Buck Barrow    | Claybourne Elder       | Claybourne Elder        | Claybourne Elder       |
| Ted Hinton     | Chris Peluso           | Kevin Massey            | Louis Hobson           |

## Premis i nominacions
| Any  | Premi            | Categoria                                         | nominat                    | Resultat |
| ---- | ---------------- | ------------------------------------------------- | -------------------------- | -------- |
| 2012 | Premi Tony       | Millor Actor Protagonista de Musical              | Laura Osnes                | nominada |
| 2012 | Premi Tony       | Millor Banda Sonora                               | Frank Wildhorn i Don Black | nominat  |
| 2012 | Premi Drama Desk | Musical Més Destacat                              | Musical Més Destacat       | nominat  |
| 2012 | Premi Drama Desk | Actriu de Repartiment en un Musical Més Destacada | Melissa van der Schyff     | nominada |
| 2012 | Premi Drama Desk | Música Més Destacada                              | Frank Wildhorn             | nominat  |
| 2012 | Premi Drama Desk | Lletres Més Destacades                            | Don Black                  | nominat  |